# Ligamento tranverso do colo
Os ligamentos transversos do colo, ligamentos cardinais ou ligamentos de Mackenrodt são ligamentos presos do colo do útero e partes laterais do fórnice da vagina que se estendem até as paredes laterais da pelve.
Faz parte do suporte passivo do útero e, junto com outros ligamentos, torna a região do colo menos móvel em comparação com o corpo do útero.